# Морето-и-Каванья, Агустин
Агустин Морето-и-Каванья (1618—1669) — испанский драматург.
Получил образование в Алькальском университете (1639), вступил в духовное звание (1642); под конец жизни бросил литературные занятия и удалился в монастырь, завещав все своё имущество бедным, а тело своё велел похоронить на кладбище преступников.
Пьесы Морето ставились в придворном театре «Буэн Ретиро» (Мадрид). Всего Морето написал более 100 пьес, в том числе около 40 лоа, интермедий и мохиганг).
Как драматург Морето шел по следам Лопе де Веги и Кальдерона, нередко заимствуя у них основные мотивы и даже план произведений, но в дальнейшей их обработке обнаруживая самостоятельность и большое знание человеческого сердца.

## Произведения
- «Обманчивость обмана, или Путаница с документами» (1641)
- «Доблестный кастильский судья» («El Valiente Justiciero de Castilla»)
- «Живой портрет» (примерно 1650)
- «Сила закона» (1654)
- «Мужественный судия» (1657)
- «комедии интриги» — «Любовь и долг» (1658) и «Двойник в столице» (1665)
- «Красавчик дон Диего» (1662, переработка пьесы Г. де Кастро «Нарцисс в собственном представлении»)
- «За презрение — презрение» (1654)
- «Лиценциат Видриера» (по одноименной новелле Сервантеса)